# Шалкар (Карасайский район)
Шалкар (каз. Шалқар, до 1996 г. — Плодоягодное ) — село в Карасайском районе Алматинской области Казахстана. Входит в состав Жандосовского сельского округа. Код КАТО — 195235300.

## Население
В 1999 году население села составляло 1546 человек (761 мужчина и 785 женщин). По данным переписи 2009 года, в селе проживало 3089 человек (1531 мужчина и 1558 женщин).